# Лумінізм

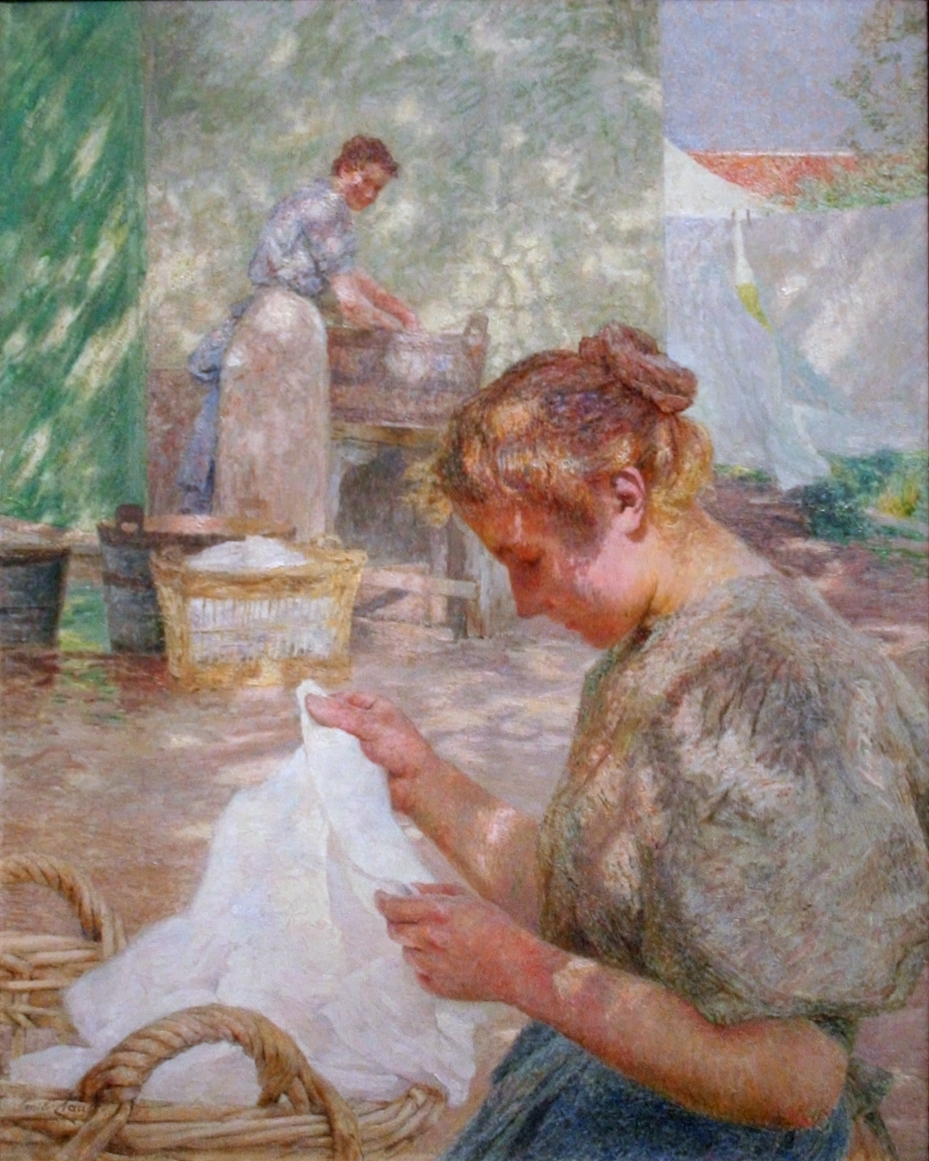
Еміль Клаус, Sunny Day (1899). Картина маслом, 93 x 74 cm (36.5 x 28.9 in.)

Лумінізм (нід. Luminisme) — це пізній імпресіонізм або неоімпресіонізм в живописі.
Лумінізм з імпресіонізмом розділяє акцент на ефектах світла. Лумінізм передував імпресіонізму, і художники, які писали в стилі лумінізм, не перебували під впливом імпресіонізму. Окремо має сенс виділяти люмінізм як різновид американського пейзажного живопису, який став найбільш помітним у 1850-х роках і тривав до 1870-х років, і який практикували художники, пов’язані зі школою річки Гудзон.
Люмінізмом називається напрямок в постімпресіонізмі, в якому особлива увага приділяється відображенню світлових ефектів. Одним з головних представників цієї течії можна назвати бельгійського художника Еміля Клауса, а також його учнів Густава де Кошториса, Фріца ван дер Берге, Женні Монтіньї, Жоржа Морро, Анну де Верт, Константа Пермеке та ін. У цій манері виконані також ранні пуантилістські роботи голландців Яна Торопа, Яна Слейтерса, Лео Гестела і Піта Мондріана. Якщо роботи бельгійських художників-люміністів за своїм стилем дуже близькі до французьких імпресіоністів, особливо живопису Клода Моне, то їх голландські колеги в своєму живописі ґрунтувалися насамперед на творах фовістів: Анрі Матісса, Моріса де Вламінка, Андре Дерена.
У живописі США протягом XIX століття також існував художній напрям під назвою люмінізм.
1. ↑  Luminism Movement Overview. The Art Story. Процитовано 4 липня 2025.